# Annales des Sciences Naturelles
Annales des Sciences Naturelles (Paris) va ser una revista científica amb descripcions botàniques publicada a París. En una primera sèrie, es van publicar trenta volums els anys 1824-1833, amb el nom de Annales des sciences naturelles; comprenant la physiologie animale et végétale, l'anatomie comparée des deux règnes, zoologie, botanique, minéralogue et la géologie. Paris. Després, es van publicar almenys 8 sèries de seguiment sota els noms Annales des Sciences Naturelles; Botanique, ser. XXX, la majoria formen 20 volums i en deu anys. Consulteu la taula per obtenir més detalls.
| Sèries | Anys | Anys | Nombre de |
|        | De   | A    | Volums    |
| ------ | ---- | ---- | --------- |
| 1      | 1824 | 1833 | 30        |
| 2      | 1834 | 1843 | 20        |
| 3      | 1844 | 1853 | 20        |
| 4      | 1854 | 1863 | 20        |
| 5      | 1864 | 1874 | 20        |
| 6      | 1875 | 1885 | 20        |
| 7      | 1885 | 1895 | 20        |
| 8      | 1895 | 1904 | 20        |
| 9      | 1905 | 1917 | 20        |
| 10     | 1919 | 1937 | 19        |